# Баскалский государственный историко-культурный заповедник
Баскалский государственный историко-культурный заповедник — историко-культурный заповедник, расположенный в посёлке Баскал Исмаиллинского района Азербайджана.
На территории заповедника охраняется несколько исторических памятников и старинных усадеб. Здесь также действует музей.

## История
Баскалский государственный историко-культурный заповедник был создан в 1989 году. Его площадь составляет 76 га.
Ткачество шёлка и кузнечное дело были основными занятиями населения Баскала. В XII-XIII веках производимые здесь кялагайи вызывали большой интерес на Кавказе, в странах Востока и Европы.

## Памятники
На территории заповедника расположены такие исторические улицы как Гошабулаг, Демирчибазар, Дарамахалле, Харабиан, Калакуче, Галибга, Чайгираги и Базарная площадь, а также замок Баскал. Кроме того, здесь сохранились и находятся под охраной государства мечеть Шейха Мухаммеда, мечеть Хаджи Бадала, баня и другие исторические объекты IX-XIX веков.
Мечеть Шейха Мухаммеда, построенная в 1531 году, образует комплекс с Пир-чинаром, Пир-булагом и заложенным в средние века кладбищем Харабиан.
Расположенная в Баскале баня, построенная в XVI-XVII вв., в настоящее время функционирует как музей. В коллекции музея много старинных предметов, изображающих традиции посещения и купания в бане.